# Шифр простой замены

Принцип работы шифра Цезаря состоит в «сдвиге» букв на 3 позиции. Для расшифровки нужно произвести обратную операцию

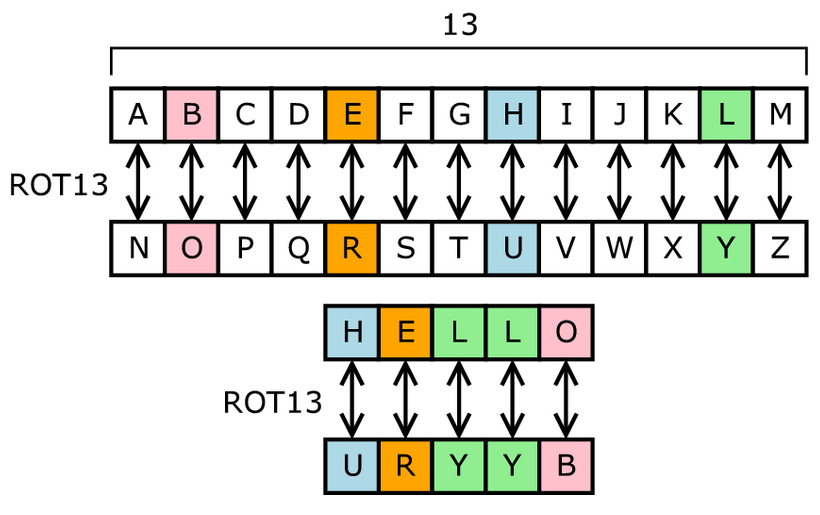
Принцип работы программы ROT13, которая не предназначена для защиты, но лишь для скрытия текста (например, потенциально оскорбительного). Для восстановления текста алгоритм применяется повторно.

Шифр простой замены, простой подстановочный шифр, моноалфавитный шифр — класс методов шифрования, которые сводятся к созданию по определённому алгоритму таблицы шифрования, в которой для каждой буквы открытого текста существует единственная сопоставленная ей буква шифр-текста. Само шифрование заключается в замене букв согласно таблице. Для расшифровки достаточно иметь ту же таблицу, либо знать алгоритм, по которому она генерируется.
К шифрам простой замены относятся многие способы шифрования, возникшие в древности или средневековье, как, например, Атбаш (также читается как этбаш) или шифр Цезаря. Для вскрытия подобных шифров используется частотный криптоанализ.
Является частным случаем шифра подстановки.
Отметим, что шифр простой замены не всегда подразумевает замену буквы на какую-то другую букву. Допускается использовать замену буквы на число. К примеру представим некий шифр-алфавит:
А — 33; Б — 17; В — 8; Г — 16; Д — 2; Е — 15; Ё — 14; Ж — 13; З — 73; И — 98; Й — 10; К — 97; Л — 96; М — 24; Н — 0; О — 11; П — 5;
Р — 25; С — 7; Т — 3; У — 64; Ф — 26; Х — 66; Ц — 69; Ч — 4; Ш — 6; Щ — 36; Ь — 21; Ъ — 22; Ы — 23; Э — 37; Ю — 39; Я — 18.
В данном шифре применяются числа, заменяющие буквы. Никакой логики в этих числах нет. Такой простой шифр можно расшифровать, только имея таблицу шифров.